# Schippersbeurs

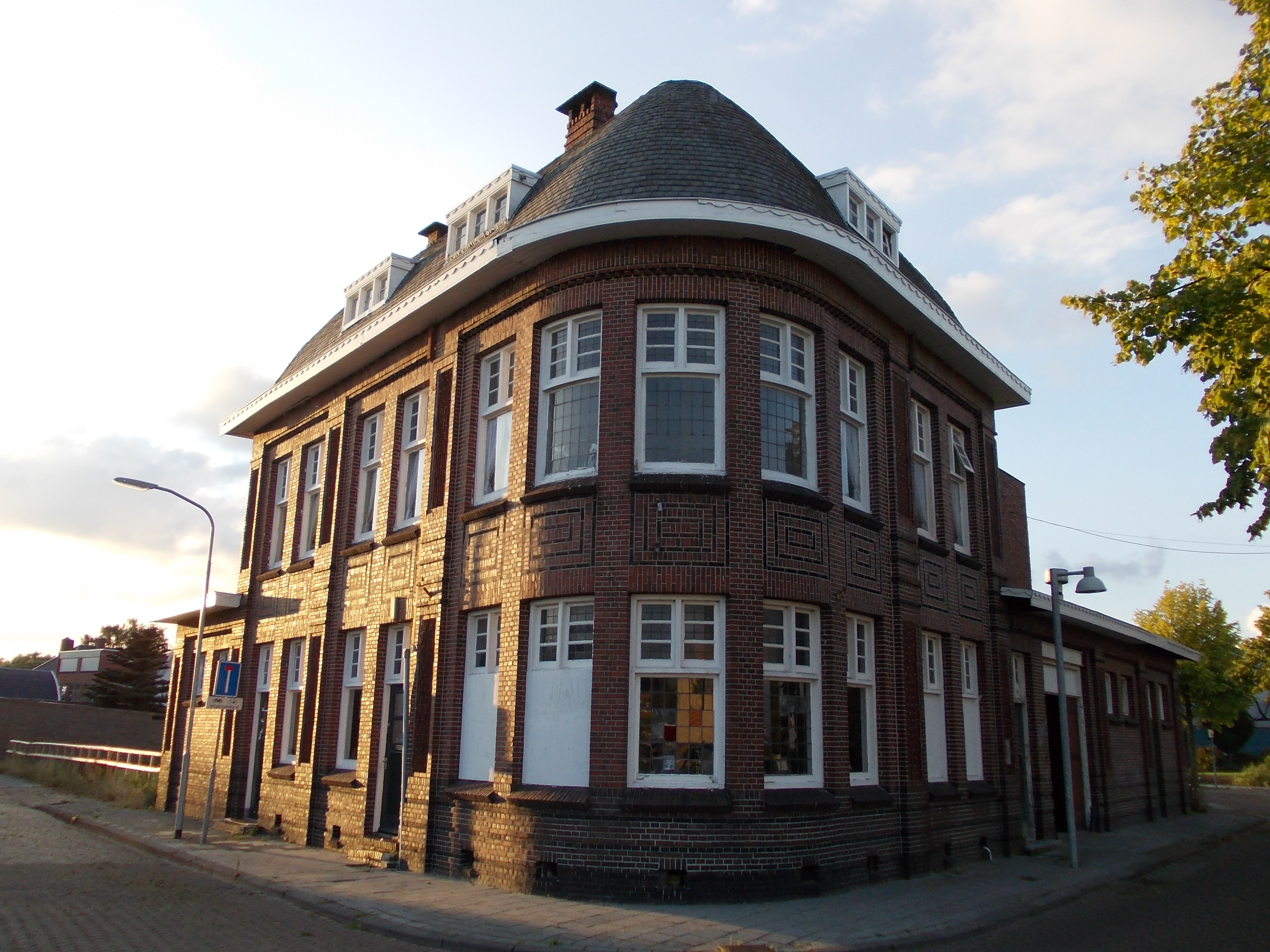
Voormalige schippersbeurs in Winschoten

Een schippersbeurs of beursbevrachtingskantoor was een instituut voor de binnenvaart waar vervoersvraag en -aanbod volgens een bepaald systeem aan elkaar werden gekoppeld. Gewoonlijk waren cargadoors en andere aanbieders van lading in een rayon verplicht hun aanvragen voor scheepsruimte voor binnenlands vervoer bij de beurs te deponeren. Op de beurs stonden de schepen ingeschreven die binnen het rayon klaar waren om lading in te nemen en een exploitatievergunning hadden. Van de schepen die bereid en in staat waren om de lading te vervoeren, werd dat schip aangewezen dat als langste had moeten wachten. De aangeboden vrachten werden dus bij toerbeurt verdeeld onder de ingeschreven vervoerders, tegen door de beurs en/of de overheid vastgestelde tarieven. In enkele gevallen heeft ook (tijdelijk) een stelsel van vervoer bij opbod bestaan, waarbij schippers tegen elkaar moesten bieden voor een vracht.

## Ontstaan
De Eerste Wereldoorlog trof de binnenvaart hard omdat allerlei binnenlands en internationaal vervoer opeens afnam of gaandeweg tot stilstand kwam. Vanwege het ontbreken van sociale voorzieningen kwamen individuele schippers vrijwel onmiddellijk in grote moeilijkheden. Ze verenigden zich in de Algemeene Schippers Bond (ASB), een al bestaande en in Groningen gevestigde organisatie. De ASB kreeg in 1915 een grote afdeling in Amsterdam en later op andere plaatsen. Begin 1915 werd met medewerking van de gemeente Amsterdam de eerste schippersbeurs geopend, georganiseerd door de schippers zelf. De "beurtlijsthouder", aangewezen door de ASB, verdeelde de vrachten volgens de "beurtlijst". Iedere schipper kon een lading aanvaarden, waarbij degene die het langst had gewacht, de vracht kreeg. Er golden minimumtarieven voor elke soort lading.
Hoewel de ASB verreweg de grootste schippersorganisatie was (4300 leden in 1916), had de regeling geen wettelijke basis en hadden velen bedenkingen bij het systeem van de beurs. Verladers, niet aangesloten schippers en andere belanghebbenden probeerden buiten de beurs om tot overeenstemming te komen. De georganiseerde schippers hebben de gehele oorlog en ook daarna met solidariteit en overredingskracht, maar ook met intimidatie en geweld geprobeerd het systeem in stand te houden. De Amsterdamsche Expediteurs-Vereeniging en de hoofdstedelijke Kamer van Koophandel klaagden al snel over prijsopdrijving en over "terroristisch optreden" van schippers.

### Voorlopig einde
De ASB radicaliseerde en had de eigen leden en afdelingen steeds minder in bedwang. Tegelijk plaatsten de voedselvoorziening en de gebrekkige aanvoer van steenkool de regering voor grote problemen. In 1917 werd het treinverkeer stilgelegd om steenkool uit te sparen. De schippers buitten de situatie uit met stakingen voor hogere tarieven en andere voorwaarden. In oktober 1917 bracht de overheid wettelijk alle binnenvaart bij de beurzen onder, tegen iets aangepaste voorwaarden en met toezicht van rijksinspecteurs. Uitzonderingen golden voor de beurtvaart, het eigen vervoer en seizoensgebonden transport. Daarmee waren de problemen niet over en schippers staakten her en der in Nederland. Reders, Kamers van Koophandel en Kamerleden verzetten zich bij herhaling tegen het systeem.
In de Scheepvaartwet van 1918 trok de overheid grote bevoegdheden aan zich ter regulering van de binnenvaart. Medio 1919 werden de beurtlijsten afgeschaft en dit leidde onmiddellijk tot een grote schippersstaking. Overheden en verladers hielden hun poot stijf en na acht weken scheurde het gesloten schippersfront, het eerst bij met de ASB concurrerende bonden. In de erop volgende jaren konden door economische opleving ook de minimumtarieven losgelaten worden en kwam de marktwerking volledig terug.

## Evenredige vrachtverdeling
De schippersbeurs beleefde een tweede jeugd in de jaren 30, opnieuw als gevolg van macro-economische factoren. De Grote Depressie bleek rampzalig voor de binnenvaart en de levensstandaard van de schippers daalde snel. Ook nam in deze periode de vrachtauto in toenemende mate het vervoer over van de binnenvaart. In 1933 werd de als tijdelijk bedoelde Wet evenredige vrachtverdeling aangenomen in de Tweede Kamer. Binnenvaartverladers werden daarmee weer verplicht om hun vracht via de beurzen aan te bieden, tegen de door de overheid vastgestelde minimumtarieven. Nederland werd verdeeld in 19 rayons, per rayon was er een schippersbeurs.
Deze evenredige vrachtverdeling gold alleen voor het ongeregeld binnenlands beroepsvervoer van droge lading, de zogenaamde wilde vaart, dus niet voor:
- tankvaart
- internationaal transport; zoals over de Rijn naar Duitsland
- lokaal vervoer; minder dan 5 km
- eigen vervoer; de eigenaar van het schip is ook eigenaar van de lading, zoals:
  - kooplieden die als schippers hun eigen handelsvracht vervoerden
  - grotere ondernemingen die over eigen schepen beschikten
- relatievaart; een schipper heeft een contract met een verlader of bedrijf voor vast, regelmatig vervoer
- beurtvaart; geregelde diensten langs vaste trajecten
- bijzonder vervoer; officieel: beperkt ongeregeld vervoer, als dat van zand en grind
- campagnevaart; seizoensgebonden vracht, zoals suikerbieten

Vrijwel tegelijk werd voor bevrachtingsgeschillen een Raad van Beroep ingesteld. De kosten van het systeem, in Nederland 2%, werden betaald uit een inhouding op de vrachtsom.

### België
In België werd op 12 september 1944 de Dienst voor de Regulering van de Binnenvaart opgericht. Er bestonden 18 districten met een schippersbeurs.

### Afschaffing
Het systeem werd in Nederland formeel afgeschaft per 1 november 1998 en op vrijdag 27 november 1998 sloot de beurs de deuren. De Vereniging Toerbeurt Noord-Zuid, een vereniging van particuliere schippers, heeft echter in 1976 een eigen toerbeurtsysteem opgezet voor het vervoer naar België en Frankrijk (excl. Franse Rijn- en Moezelbestemmingen). Het systeem werkt in grote lijnen op dezelfde manier als de evenredige vrachtverdeling.
Frankrijk kende een eigen toerbeurtsysteem, het Cale Info Service (CIS). Dit is op 2 december 2009 failliet verklaard. Doordat er door de recessie en het dichtslibben van de Franse kanalen steeds minder reizen kwamen draaide CIS minder omzet en ontstonden financiële problemen.